# Georg Hock
Georg Hock (* 24. Mai 1875 in Großostheim; † 15. September 1936 in Würzburg) war ein deutscher Prähistoriker, Denkmalpfleger und Hochschullehrer.

## Leben
Hock besuchte das Humanistische Gymnasium in Aschaffenburg, an dem er 1895 das Abitur ablegte. Anschließend studierte er Klassische Philologie an der Philosophisch-theologischen Hochschule in Eichstätt, an der Universität Würzburg und an der Universität München. Nach der Staatsprüfung und Ableistung seines pädagogischen Jahrs 1898/99 unternahm er von 1900 bis 1901 mit einem Stipendium des Deutschen Archäologischen Instituts eine Reise nach Italien, Griechenland und Kleinasien. 1904 wurde er mit einer Dissertation über Griechische Weihegebräuche bei Adolf Furtwängler zum Dr. phil. promoviert.
Schon 1902 hatte Hock kurzzeitig eine Assistentenstelle am Gymnasium in Eichstätt angetreten, wurde jedoch noch im gleichen Jahr Assistent bei dem Archäologen Paul Wolters am Archäologischen Institut und Martin-von-Wagner-Museum der Universität Würzburg. Hier widmete er sich vor allem der Ur- und Frühgeschichte und nahm 1903 selbst erste Ausgrabungen an zwei Hügelgräbern bei Pflaumheim vor.
1908 wurde Hock zum Kustos der neu eingerichteten Außenstelle Würzburg des Landesamts für Denkmalpflege ernannt und 1910 zum Konservator, 1923 zum Hauptkonservator befördert. Sein Zuständigkeitsbereich umfasste die Bodendenkmalpflege und alle vorgeschichtlichen Fragen in den Regierungsbezirken Ober-, Mittel- und Unterfranken sowie in der Rheinpfalz. In seinem Sprengel betreute er auch mehrere Museen.
1918 erhielt Hock einen Lehrauftrag als Privatdozent für Vorgeschichte Mittel- und Nordeuropas an der Universität Würzburg. 1928 wurde er außerordentlicher, 1935 ordentlicher Universitätsprofessor. In Fachpublikationen veröffentlichte er zahlreiche Beiträge zur Ur- und Frühgeschichte.
Hock wurde 1913 korrespondierendes, 1925 ordentliches Mitglied des Archäologischen Instituts des Deutschen Reiches. Er war Vorsitzender des Verbands der bayerischen Geschichts- und Urgeschichtsvereine, Vorsitzender des Fränkischen Kunst- und Altertumsvereins, Beirat des Historischen Vereins von Unterfranken und Aschaffenburg und Gründungsmitglied des Frankenbundes.

## Veröffentlichungen (Auswahl)
- Griechische Weihegebräuche. Würzburg 1905 (zugleich Dissertation Universität München 1904).